# Roberto Aguerre
Roberto Aguerre (Montevideo, 1º giugno ...) è un pittore e scultore uruguaiano.

## Biografia
Uruguayano di origine, è un artista con interessi diversi che vanno dalla scultura alla pittura, dalla storia alla letteratura, dall'architettura alla fotografia, al cinema. Ha vissuto in diverse città, tra cui Montevideo, Madrid, Firenze e dal 2005 Roma. Dal 2019 è residente a Porto Santo Stefano. Nel 2021 si tiene presso la Fortezza Spagnola di Porto Santo Stefano la mostra "Riflessi dell'Agentauro", dove vengono esposte le sue principali opere ad olio e sculture.

## Opera grafica, pittura e scultura
Ha prodotto e produce una serie di opere grafiche e sculture del tutto originali esposte nei principali musei del mondo.
L'opera grafica ha il sapore delle civiltà precolombiane dell'America Latina, essenziale nel tratto, e ricchissima di sfumature del tutto originali che superano ogni dimensione temporale.
Uniche nel loro genere le sculture in vetro in cui vengono utilizzate le trasparenze del vetro di Murano insieme ai riflessi di preziose pietre di origine latino americana, offrendo una rappresentazione onirica della realtà.
Nella pittura a olio di grandi dimensioni raggiunge un grado di espressività e raffinatezza davvero significative che lo collocano secondo la critica tra i grandi maestri contemporanei.

## Filmografia (parziale)
- Elogio della pazzia (1985)[2]
- L'alone della luna piena - cortometraggio (1989)[3]
- Uruguay: storia, naturalezza, arte e cultura - documentario, 7 episodi (1991)
- Incubi e sogni (Sueños y pesadillas) (2012)